# Liga Deportiva Universitaria de Portoviejo
Liga Deportiva Universitaria de Portoviejo, conocido también como Liga de Portoviejo, es un club deportivo ecuatoriano originario de la ciudad de Portoviejo, fundado el 15 de noviembre de 1969 conocido por ser uno de los más tradicionales en el profesionalismo. Su disciplina principal es el fútbol, (en el que debutó en la Segunda Categoría de Manabí en 1969). Actualmente juega en la Segunda Categoría de Ecuador.
El equipo fue protagonista de la Serie A en los años 70 y 80.
Liga de Portoviejo es el club que más temporadas disputó en la Serie B, con un total de 28. Ha jugado en las 3 categorías del fútbol ecuatoriano, siendo uno de los pocos clubes que jugó desde la categoría más baja y logró ascender a Primera.
El club juega sus partidos de local en el Estadio Reales Tamarindos, el cual tiene una capacidad de 21000 personas reglamentariamente y es propiedad de la Federación Deportiva de Manabí.

## Historia
La historia de Liga Deportiva Universitaria de Portoviejo conocido como "el ídolo de Manabí", comienza con la fundación de la Universidad Técnica de Manabí (UTM) en 1952. Debido a la gran popularidad del fútbol, la UTM tuvo desde ese entonces un equipo de fútbol que la representaba en los torneos locales, que en ese entonces se jugaban a nivel amateur. Conformado por jóvenes universitarios, con el pasar de los años el equipo de la UTM se convirtió en el más representativo de Portoviejo, comenzando a pelear los campeonatos provinciales de la Asociación de Fútbol No Amateur de Manabí desde 1968 con el nombre de Liga Deportiva Universitaria de Portoviejo.
Llegaría entonces el 15 de noviembre de 1969, fecha trascendental en que LDUP finalmente alcanzaría el título provincial, al vencer de visitante en un recordado partido a Juventud Italiana de Manta, con solitario gol del portovejense Alejandro Aguayo Pinargote en el minuto 88. Como este título otorgaba el derecho de jugar el campeonato nacional profesional, el mismo día el equipo fue fundado oficialmente como club profesional. Su primer directorio estuvo integrado por Ignacio Raguel  Mera Cedeño (presidente), Vicente Jarre (vicepresidente), Adriano Zambrano (tesorero), Rubén Darío Morales (síndico), Alberto Caicedo, Olmedo Rivadeneira, Atenógenes Galarza, Víctor Feijó y Ricardo Gutiérrez como vocales. Entre las figuras de aquel conjunto de Liga de Portoviejo estaban Úlbio Alcívar, Gualberto Moreira, Fulton Delgado, Tito Mendoza, Joffre Guevara, César Vallejo, Samuel Polanco, Pablo Vélez, Hugo Pita y el ya mencionado Alejandro Aguayo.
En 1970, para que LDUP pueda jugar el campeonato nacional de local en su ciudad, la pequeña cancha de la Liga Cantonal de Portoviejo fue remodelada y ampliada conforme a las regulaciones de la Asociación Ecuatoriana de Fútbol (hoy Federación Ecuatoriana de Fútbol). El escenario fue finalmente inaugurado el 7 de junio de ese año con el nombre de "Estadio Reales Tamarindos", de propiedad de la Federación Deportiva de Manabí; allí Liga de Portoviejo sería local hasta estos días. El recordado capitán Itamar Rodríguez Cedeño encabezó junto a otros dirigentes la llegada de las primeras contrataciones extranjeras al equipo, que se mantendría en la máxima categoría hasta fines de 1971. Sin embargo, LDUP volvió rápidamente en la segunda mitad de 1972 como campeón de la "B", y se quedó en la Serie A hasta volver a bajar a finales de 1975. Después de esto, Liga de Portoviejo campeonó otra vez la Serie B en la segunda mitad de 1976, y permaneció en la "A" hasta descender a fines de 1978, cerrando así la década de los 70 como el equipo manabita con más tiempo en la máxima categoría.
Después de la estadía más larga en la "B" (dos años) y de la temporada más corta en la "A" (durante la primera mitad de 1981) en su historia, no se guardaban muchas expectativas por el pronto regreso de Liga de Portoviejo a la élite para el campeonato de 1982, sobre todo considerando que regresaba por vez primera como vicecampeón. Sin embargo, aquel fue el año más brillante de Liga Deportiva Universitaria de Portoviejo en toda su historia, quedando en el tercer lugar del torneo a solo tres puntos del campeón (y perdiendo el vicecampeonato y el pasaje a la Copa Libertadores en una polémica derrota frente a Barcelona en la última fecha). Cabe recalcar que al año siguiente el equipo obtuvo el cuarto lugar en la competición, y que se mantuvo en la "A" hasta 1989, siendo esta su más larga y mejor estadía en la máxima categoría del fútbol ecuatoriano.
Llegaron los años 90, durante los cuales Liga de Portoviejo comenzó a perder la consistencia de años anteriores. Tras tres largas temporadas en la Serie B (superando la marca de fines de los 70), LDUP logró campeonar la categoría en la primera mitad de 1992, sólo para descender a finales de año (reflejando la campaña de 1980 E2-1981 E1). Al año siguiente Liga de Portoviejo ascendió subcampeonando la "B", pero las campañas doradas de 1982 y 1983 no se repitieron: el equipo apenas estuvo tres años en la "A" (1994-1996) sin alcanzar los puestos estelares, y no volvió a ascender en lo que restaba de la década.

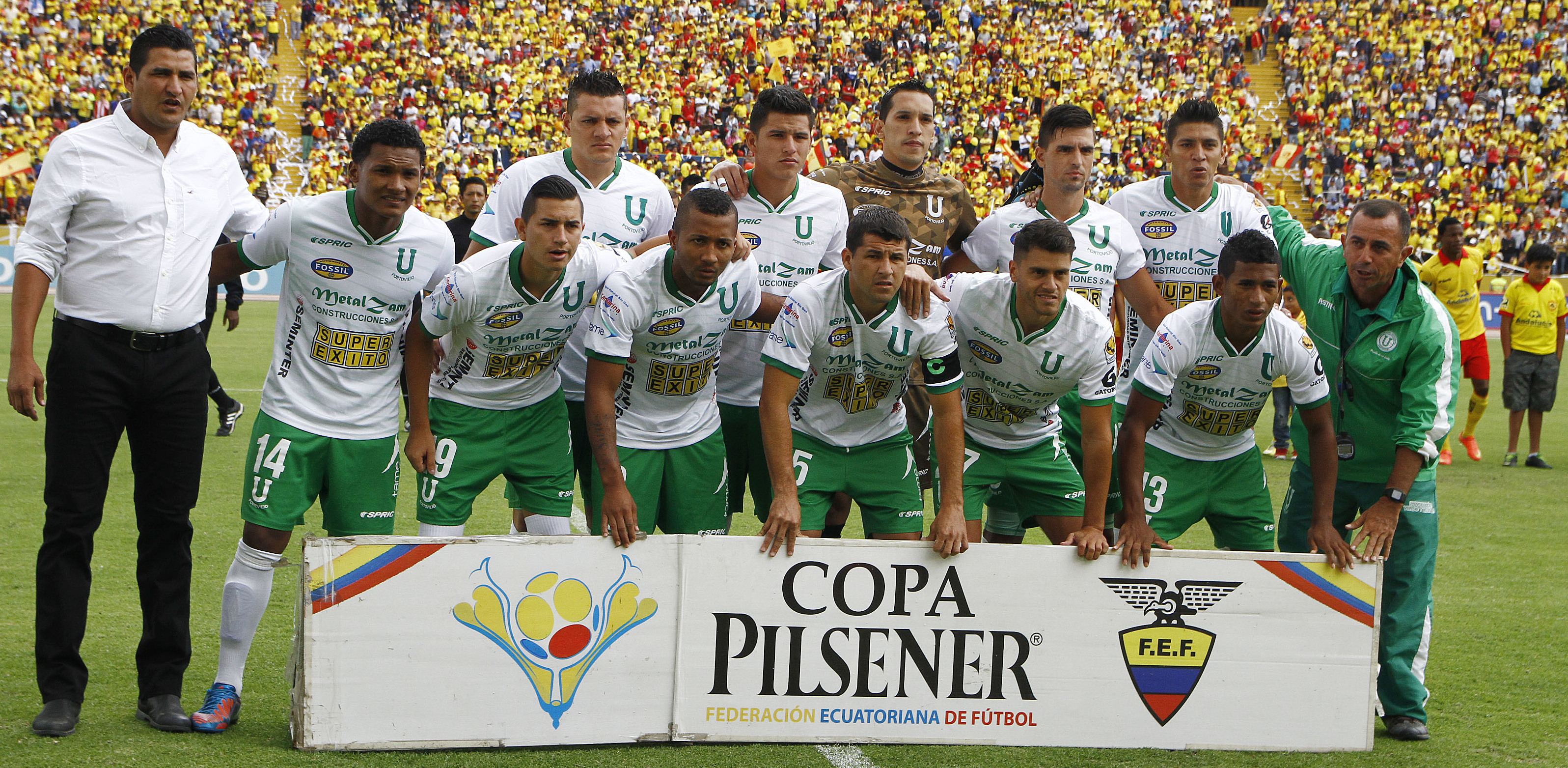
Liga de Portoviejo en 2014.

El declive de LDUP se agudizó en el nuevo milenio, pues a pesar de ganar el título de la Serie B en el 2000, volvió a bajar enseguida al terminar el 2001. Sin embargo, lo peor estaba por venir, ya que la campaña del 2002 fue tan mala que el equipo terminó descendiendo por primera vez a la Segunda Categoría en 33 años. Liga de Portoviejo saldría de este hueco al año siguiente coronándose subcampeón de la Segunda en el 2003, pero durante los siguientes años el equipo se quedó aparentemente estancado en la "B". Finalmente, después de siete temporadas consecutivas, Liga de Portoviejo logró regresar a la Serie A como subcampeón de la Serie B. Sin embargo, al final de la temporada del 2009 el equipo volvió a descender, manteniéndose en la "B" hasta la temporada del 2011. Ésta fue tan mala que el equipo terminó descendiendo por segunda vez a la Segunda Categoría. Un año después intentó ascender pero no lo consiguió tras empatar con el Santa Rita de Vinces 1 a 1. Finalmente, después de dos temporadas, Liga de Portoviejo logró regresar a la Serie B al vencer ante la Cumandá de Pastaza 3 a 0 y selló el ascenso a la Serie B. Para la temporada 2015, la Liga de Portoviejo se salvó a la Capira de no descender de categoría al ocupar el antepenúltimo lugar. Durante las temporadas de los años 2016 y 2017 tuvo muchos intentos de ascenso a la Serie A, pero no lo consiguió, en el año 2018 estuvo a punto de ascender, pero por puntos y diferencia de gol no pudo alcanzar al cupo para volver a la categoría de privilegio, sin embargo en el 2019, logró una temporada muy estable, a pesar de ser el equipo con más empates durante toda la temporada, después de estar en la fase final, la U de Portoviejo logró derrotar a Independiente Juniors (filial de Independiente del Valle), y de ese modo estar ubicado en el primer y segundo lugar la tabla, logrando el tan anhelado cupo, ascendiendo oficialmente a la Serie A, para la temporada 2020. Sin embargo, al final de la temporada del 2020 el equipo volvió a descender a la Serie B, para la temporada 2021. Sin embargo, fue tan mala que el equipo terminó descendiendo por tercera vez a la Segunda Categoría.
Siendo un equipo clásico del Ecuador, Liga de Portoviejo ha tenido reconocidos jugadores a nivel nacional, tales como: Alfonso Obregón Allende (goleador nacional 1971), Rafael Robila, Guillermo Carriel, César Mendoza, Enrique Raymondi (ex-Emelec), Juan Manuel Bazurko (ex-Barcelona), Luis Alberto Alayón, Carlos Infantino, Joel León, Juan José Pérez (goleador nacional 1978), Jorge Buchelli, Homero Mendoza, Víctor Bravo, Carlos Gorozabel, Mariano Biondi, Ramón Márquez, Omar Marchese, Paulo Damasco, Freddy Bravo, Jorge Luis Valdivieso, Waldemar Victorino (goleador nacional 1987), Ecuador Figueroa, Miguel Ángel Tzitzios, Rubén Coccimano, Gabriel Cantos, Manuel Uquillas, Raúl Avilés, Luis Alberto Escobar, Hugo Nolberto Toledo, Fabián Ernesto Ceconatto, Marcio Pereira, Pedro Mauricio Muñoz, Jorge "Chueco" Triviño, Carlos Luis Morales, David Bravo, Alberto Capurro, Luis "Cocacho" Macías, Ramón Betancourt, entre otros.

### Victorias en amistosos internacionales
| Fecha                   | Rival               | Resultado | Ciudad     |
| ----------------------- | ------------------- | --------- | ---------- |
| 16 de octubre de 1976   | Juan Aurich         | 3:0       | Portoviejo |
| 21 de noviembre de 1976 | América de Cali     | 3:1       | Portoviejo |
| 8 de septiembre de 1982 | Deportivo Municipal | 2:1       | Loja       |
| 22 de febrero del 2015  | Deportivo Cali      | 1:0       | Portoviejo |

## Estadio
El estadio donde Liga de Portoviejo ejerce su localía es el Reales Tamarindos, que no pertenece al club sino a la Federación Deportiva de Manabí. Fue inaugurado el 7 de junio de 1970, y actualmente tiene capacidad para 25.000 espectadores.

### Oficinas Administrativas
Las oficinas de Liga Deportiva Universitaria de Portoviejo se encuentran ubicadas calle Francisco de P. Moreira entre Av. Universitaria y calle Espejo.

### Centro de Entrenamiento
Liga Deportiva Universitaria de Portoviejo "LDUP" desde sus años de fundación, siempre entrenaba en las cancha principal de la Universidad Técnica de Manabí, ya que la matriz universitaria mantenía al entonces cuadro estudiantil. Con el pasar de los años, la crisis de la Capira en 1978, obligó a que entrenen en diferentes puntos de la ciudad de Portoviejo. En esa época, Mariano Mendoza (considerado como el mejor presidente que ha tenido Liga de Portoviejo), presidente de Liga Deportiva Universitaria de Portoviejo en 1980 readecuó el Complejo Deportivo de la Universidad Técnica de Manabí, con el fin de hacer en esos terrenos un futuro estadio para La Capira y al mismo tiempo se intentó adquirir unos terrenos para un campo de entrenamiento pero la salida de Mendoza por parte de Macario Briones frustró el primer intento serio de crecimiento de la institución verde y a su vez provoca que La Capira vuelva al nomadismo y entrene en múltiples escenarios dentro y fuera de Portoviejo. 
En 1987 se consiguió una asignación de 30 millones de sucres a través de varios diputados manabitas, entre ellos Roberto Rodríguez (a su vez, presidente de la institución), con lo cual se adquirió un terreno en la vía a Manta, sector del parque industrial de la capital manabita. Sin embargo, en 1997, cuando se quiso empezar la construcción del Complejo de Liga, las autoridades del Municipio de Portoviejo embargaron estos terrenos y con ese dinero se compró un área en la vía a Santa Ana en 90 millones de sucres en lo que hoy se levanta actualmente la Cancha de "La Fundación". Ese mismo año se crea la Fundación Liga de Portoviejo para proteger ese recurso tangible de la institución y de esta manera evitar la pérdida de este bien ante cualquier problema entre el club y jugadores, dirigentes o entrenadores. Eduardo Mantuano fue elegido presidente de la entidad, luego de que en agosto se crearan los estatutos.
El Prefecto de Manabí, Clemente Vásquez consigue una asignación de medio millón de sucres de la presidencia de la república. Con ese dinero se construyeron muros y cerramiento del área, pero el invierno de 1998 se destruyó gran parte de lo que se había hecho, por lo que las labores se paralizaron. En el 2005, por las gestiones de Alejandro Aguayo, presidente de la Fundación y Bruno Poggi, como Ministro de Vivienda, logra a través del Gobierno una asignación de 600 mil dólares, lamentablemente ese dinero no llegó por la caída de Lucio Gutiérrez de la presidencia. Aun así, el plantel principal de La Capira comenzaba a entrenar en la Cancha del Complejo; haciendo más recurrente a partir del 2006 y el 2010.
Hoy en día, este centro de entrenamiento situado en el sitio El Limón, km 2,5 vía a Santa Ana, y que lleva por nombre Fundación Liga Deportiva Universitaria de Portoviejo, o simplemente "La Fundación". El Complejo de la Fundación Liga de Portoviejo tiene una extensión de seis hectáreas, el mismo que cuenta con dos canchas reglamentarias de fútbol, y donde a futuro, se prevé construir el hotel y residencia para jugadores, complejo deportivos, malecón para socios, el estadio, y colocar más canchas; este proyecto tiene un costo de 7,000.000,00 de dólares.

## Hinchada y Rivalidades
A pesar de los varios altibajos en su historia, Liga de Portoviejo ha sido siempre un animador constante del campeonato ecuatoriano, manteniéndose en la Primera Categoría por 40 de sus 41 años como club de fútbol profesional, y permaneciendo en la Serie A por 24 temporadas. Debido a esta constancia es que Liga de Portoviejo se ha convertido no solo en el equipo único profesional de su ciudad, sino (según sus hinchas) en el más representativo de su provincia, ganándose el apodo de "ídolo de Manabí" por parte de sus seguidores. La mayoría de la hinchada de Liga Deportiva Universitaria de Portoviejo se concentra en la ciudad de Portoviejo; y a su vez existen una gran masa muy importante dentro de la provincia de Manabi: en Bahía de Caraquez y en Chone.
La barra brava de LDUP se hace llamar "La Mafia Verde", y tiene células por ciertas partes de la provincia.
Sus clubes rivales incluyen a Delfín Sporting Club, y Manta Fútbol Club, ambos de la ciudad de Manta. A esto se debe, porque se han opuesto los varios equipos de la ciudad de Manta que han pasado a lo largo de los años como el Estibadores Navales, América de Manta, River Plate de Manta, INECEL, Juventud Italiana, Manta Sport, Green Cross, Manta FC y ahora el Delfín —tal vez su rival más acérrimo, por ser el club con más hinchas en Manta—. Esto ha derivado en el llamado "Clásico Manabita", que enfrenta a Liga Deportiva Universitaria de Portoviejo contra los equipos mantenses, en especial con el Delfín Sporting Club.

## Presidentes
A lo largo de su historia, Liga Deportiva Universitaria de Portoviejo ha tenido cuarenta presidentes. 

## Uniformes
- Uniforme titular: Camiseta blanca con una V verde en degrade, pantaloneta blanca, medias verdes con detalles blancos.
- Uniforme alternativo: Camiseta negra con tres franjas horizontales pectorales verdes, pantaloneta negra, medias negras con detalles grises.
- Tercera equipación: Camiseta verde con detalles verde limones, pantaloneta verde con detalles verde limones, medias verdes con detalles verde limones.

### Evolución del uniforme titular
| 1970 | 1971 | 1972-1974 | 1975 | 1977 | 1980 | 1981 | 1982 | 1983 | 1984 |

| 1986 | 1987-1988 | 1989 | 1991 | 1992 | 1996 | 2001 | 2002 | 2003 | 2006 |

| 2007-2008 | 2009 | 2010 | 2011 | 2012 | 2013 | 2013 | 2014 | 2015 | 2016 |

| 2017 | 2018 | 2019 | 2020 | 2021 | 2022 | 2023 | 2024 |

### Evolución del uniforme alterno
| 2006 | 2007-2008 | 2009 | 2010 | 2011 | 2012 | 2013 | 2013 | 2014 | 2015 |

| 2016 | 2017 | 2018 | 2019 | 2020 | 2021 | 2022 | 2023 | 2024 |

### Evolución del tercer uniforme
| 2018 | 2019 | 2020 | 2021 |

### Auspiciantes
- Actualizado al 2025.

La camiseta actual lleva la marca VerMen Sport, empresa ecuatoriana de confección y distribución de accesorios deportivos; con la cual el club tiene vínculo desde 2023 y el patrocinador principal es el Municipio de Portoviejo desde 2025.[cita requerida]
Esta es la cronología de las marcas y patrocinadores de la indumentaria del club. Las siguientes tablas detallan cronológicamente las empresas proveedoras de indumentaria y los patrocinadores que ha tenido el equipo de Liga Deportiva Universitaria de Portoviejo desde el año 1982 hasta la actualidad:
| Período       | Proveedor             |
| ------------- | --------------------- |
| 1982-1983     | Sin Marca             |
| 1984-1991     | Rhari Sport           |
| 1992-1994     | Sin Marca             |
| 1995          | Textiles del Pacífico |
| 1996          | Nanque                |
| 1997          | Sin Marca             |
| 1998-1999     | Kelme                 |
| 2000-2003     | SPRIC                 |
| 2004-2005     | Uhlsport              |
| 2006          | Darmacio              |
| 2007-2008     | Uhlsport              |
| 2009-2010     | Astro                 |
| 2011-2012     | SPRIC                 |
| 2013          | Astro                 |
| 2014-2015     | SPRIC                 |
| 2016          | Wellington Sport      |
| 2017          | SPRIC                 |
| 2018-2021     | Boman                 |
| 2022          | Jasa Evolution        |
| 2023-2024     | Boman                 |
| 2025          | SPRIC                 |
| 2025-presente | VerMen Sport          |

| Período       | Patrocinador                                    |
| ------------- | ----------------------------------------------- |
| 1982          | Almacenes Ipiales                               |
| 1983          | La Nueva Casa                                   |
| 1984          | Fioravanti                                      |
| 1985          | La Plena                                        |
| 1986          | Mi Cooperativa                                  |
| 1987          | Creaciones Laurita                              |
| 1988          | No a las Drogas                                 |
| 1989-1990     | Delgado Travel                                  |
| 1990          | Sin Patrocinador                                |
| 1991-1992     | Videmar                                         |
| 1992-1994     | Banco Comercial de Manabí                       |
| 1994-1995     | Pepsi                                           |
| 1995-1996     | Pilsener                                        |
| 1997          | Sin Patrocinador                                |
| 1998          | Protennis de Marathon Sports                    |
| 1999          | Creaciones Deportivas Xavier                    |
| 2000-2001     | Licor Cristal                                   |
| 2002-2003     | Sin Patrocinador                                |
| 2004-2005     | Pilsener                                        |
| 2006-2007     | Plásticos Rival                                 |
| 2008          | Repuestos PC                                    |
| 2009          | Banco Comercial de Manabí                       |
| 2010-2011     | Sin Patrocinador                                |
| 2011          | Repuestos PC                                    |
| 2011          | Mi Bankito                                      |
| 2012          | CNT                                             |
| 2013-2014     | Metal Zam Construcciones S.A.                   |
| 2015          | Municipio de Portoviejo                         |
| 2016          | Heredia Construcción S.A.                       |
| 2017          | Carli Snacks                                    |
| 2018          | Sin Patrocinador                                |
| 2018          | Radio Scandalo                                  |
| 2019          | GolTV                                           |
| 2020          | Banco del Pacífico                              |
| 2021          | Sin Patrocinador                                |
| 2022          | Cooperativa de Ahorro y Crédito Andalucía Ltda. |
| 2023          | Sin Patrocinador                                |
| 2024          | Municipio de Portoviejo                         |
| 2025          | Sin Patrocinador                                |
| 2025-presente | Municipio de Portoviejo                         |

## Datos del club
- Puesto histórico: 12.° (15.° según la RSSSF)[5]
- Temporadas en Serie A: 24 (1970-1971, 1972-II-1975, 1977-1978, 1981-I, 1982-1989, 1992-II, 1994-1996, 2001, 2009, 2020).[6]
- Temporadas en Serie B: 28 (1972-I, 1976, 1979-1980, 1981-II, 1990-1992-I, 1993, 1997-2000, 2002, 2004-2008, 2010-2011, 2014-2019, 2021). Record Ecuatoriano[6]
- Temporadas en Segunda Categoría: 8 (1969, 2003, 2012-2013, 2022-presente).
- Mejor puesto en la liga: 3.° (1982).[7]
- Peor puesto en la liga: 15.° (2020).
- Mayor goleada a favor en torneos nacionales:
  - 7 - 1 contra River Plate de Riobamba (29 de agosto de 1987).[8]
- Mayor goleada en contra en torneos nacionales:
  - 8 - 0 contra Macará (26 de diciembre de 1970).[9]
- Máximo goleador histórico: Ramón Márquez (56 goles anotados en partidos oficiales).
- Máximo goleador en torneos nacionales:
- Máximo goleador en una temporada: Juan José Pérez (25 goles en 1978).[10]
- Primer partido en torneos nacionales:
  - Liga Deportiva Universitaria de Portoviejo 0 - 1 Barcelona (31 de mayo de 1970 en el Estadio Jocay).[9]

### Resumen estadístico
- Última actualización: Actualizado al término de la Copa Ecuador 2018-19.

| Competición                      | Part | PJ  | PG  | PE  | PP  | GF   | GC   | DG   | PTS | Mejor resultado        |
| -------------------------------- | ---- | --- | --- | --- | --- | ---- | ---- | ---- | --- | ---------------------- |
| Torneos nacionales               |      |     |     |     |     |      |      |      |     |                        |
| Campeonato Ecuatoriano de Fútbol | 23   | 792 | 246 | 201 | 345 | 1002 | 1309 | -307 | 939 | 3.°                    |
| Copa Ecuador                     | 1    | 2   | 0   | 1   | 1   | 2    | 6    | -4   | 1   | Dieciseisavos de final |
| Total                            | 24   | 794 | 246 | 202 | 346 | 1004 | 1315 | -311 | 940 | 3.°                    |

## Jugadores

### Plantilla 2024
- Última actualización: 16 de febrero de 2024.

#### Altas y bajas 2024
- Última actualización: 16 de febrero de 2024.

| Altas           |                |                    |           |
| Jugador         | Posición       | Procedencia        | Tipo      |
| Vinicio Angulo  | Delantero      | Dorados de Sinaloa | Traspaso. |
| Washington Vera | Centrocampista | Barcelona S. C.    | Préstamo. |
| Bajas           |                |                    |           |
| Jugador         | Posición       | Destino            | Tipo      |
| Bandera de ?    |                | Bandera de ?       |           |

## Palmarés

### Torneos nacionales
| Competición                        | Títulos                                 | Subcampeonatos                                            |
| ---------------------------------- | --------------------------------------- | --------------------------------------------------------- |
| Serie B de Ecuador (5/7)           | 1972-I, 1976-II, 1980-II, 1992-I, 2000. | 1981-II, 1990-I, 1991-I, 1993, 1999, 2008, 2019. (récord) |
| Segunda Categoría de Ecuador (0/2) |                                         | 2003, 2013.                                               |

### Torneos provinciales
| Competición                       | Títulos                 | Subcampeonatos |
| --------------------------------- | ----------------------- | -------------- |
| Segunda Categoría de Manabí (4/2) | 1969, 2003, 2013, 2024. | 2012, 2022.    |

### Torneos juveniles
| Competición                       | Títulos | Subcampeonatos |
| --------------------------------- | ------- | -------------- |
| Campeonato Ecuatoriano Sub-19 (1) | 2010.   |                |
| Campeonato Ecuatoriano Sub-18 (1) | 2015.   |                |
| Campeonato Ecuatoriano Sub-16 (1) | 2013.   |                |
| Campeonato Ecuatoriano Sub-12 (1) | 2015.   |                |